# Heterotrichum
Heterotrichum é um género botânico pertencente à família Melastomataceae.